# レオネル・ガレアーノ
レオネル・ガレアーノ（Leonel Galeano, 1991年8月2日 - ）は、アルゼンチン・ブエノスアイレス州出身のサッカー選手。FBCメルガル所属。ポジションはディフェンダー。

## 経歴
2009年からCAインデペンディエンテに所属し、8月21日、ニューウェルズ・オールドボーイズ戦でプリメーラ・ディビシオンデビューを果たした。2009年10月18日、CAチャカリタ・ジュニアーズ戦で初ゴールを決めた。2013年7月31日、リーガBBVAのラージョ・バジェカーノに移籍。2015年1月、CDゴドイ・クルスに加入し母国に復帰した。

## 代表歴
アルゼンチン代表として2010年2月10日、ジャマイカ代表戦でデビューを果たした。

## タイトル

### クラブ
CAインデペンディエンテ
- コパ・スダメリカーナ : 2010